# 白俄罗斯–波兰边境
白俄罗斯-波兰边界是波兰和白俄罗斯之间的国家边界。它的总长度为398.6公里（一說418公里或416公里）。它的最北端是波蘭、白俄羅斯与立陶宛的三国交界，最南端是波蘭、白俄羅斯与乌克兰的三国交界。边界兩側分別是波兰的波德拉谢省、卢布林省以及白俄罗斯的格罗德诺州和布列斯特州。黑漢恰河、納雷夫河和西布格河分別是兩國的界河。
2021年11月初，3000到4000移民聚集在波兰-白俄罗斯边境地区。欧盟指责白俄罗斯總統卢卡申科為报复歐盟的制裁决定故意将中东地区的难民偷运到欧盟。2023年8月9日，波兰内政部副部长表示将向此边境派遣2000名士兵，以阻止非法越境并维持稳定。波蘭在靠近白俄羅斯邊境增兵至一萬人。2023年9月4日，一名身穿军装的武装男子越过波兰边境，并试图砍断铁丝网。之後波兰巡逻士兵随即被派往现场，但该男子逃回白俄罗斯。